# Peur bleue (film, 2017)
Pour les articles homonymes, voir Peur bleue.
Pour plus de détails, voir Fiche technique et Distribution.
Peur bleue (Perdidos ; littéralement « Perdus ») est un film dramatique portugais réalisé par Sérgio Graciano, sorti en 2017. Il s'agit du remake du film allemand Dérive mortelle (Open Water 2: Adrift) de Hans Horn (2006).

## Synopsis
Un groupe d'amis sont à bord d'un voilier, pour un week-end. En plein océan Atlantique, ils décident de plonger dans la mer. Plus tard, ils remarquent l'absence de l'échelle : impossible de grimper. Ils sont à la dérive, à des kilomètres de la côte, et le bébé est seul dans le bateau…

## Fiche technique
Sauf indication contraire, les informations mentionnées dans cette section peuvent être confirmées par la base de données cinématographiques IMDb,  présente dans la section « Liens externes ».
- Titre original : Perdidos
- Titre français : Peur bleue
- Réalisation : Sérgio Graciano
- Scénario : Tiago Santos, d'après l'idée originale d'Adam Kreutner et David Mitchell
- Musique : Xavier Capellas
- Costumes : Isabel Quadros
- Photographie : Alexandre Samori
- Montage : Pedro Ribeiro ; João Lobo (assistant)
- Production : Leonel Vieira

Production délégué : François Da Silva et Nuno Noivo
- Sociétés de production : Stopline Films ; Master Dream Digital Movie (coproduction)
- Société de distribution : NOS Audiovisuais (Portugal)
- Budget : 179 001,31 euros[1]
- Pays d'origine :  Portugal
- Langue originale : portugais
- Format : couleur
- Genres : drame ; aventure, thriller
- Durée : 95 minutes
- Date de sortie :
  - Portugal : 18 mai 2017
  - France : 4 septembre 2020 (VOD)

## Distribution
- Dânia Neto : Ana
- Afonso Pimentel : Daniel
- Dalila Carmo : Laura
- Lourenço Ortigão : Vasco
- Diogo Amaral : Jaime
- Catarina Gouveia : Margarida

## Production
Le tournage a lieu à Porto Santo à Madère.